# 冈山大学法经短期大学部
冈山大学法经短期大学部（日语：／ Okayama Daigaku Houkei Tanki Daigakubu *）是过去一所位于日本冈山县冈山市的国立短期大学。

## 概要

### 简介
- 短期大学为于1954年开办[1]。招生到1964年、停办于1968年[2]。

### 历史
- 1954年 冈山大学法经短期大学部成立并同时设置法经科第二部。
- 1964年 最后一年招生、次年停止招生（正式停办于1968年3月31日[2]）

## 学校环境
- 校区：冈山县冈山市[注 1]

## 历任校长
- 清水多荣：第一代短期大学校长[3]
- 赤木五郎：最后短期大学校长[4]

## 组织

### 学科
- 法经科第二部

### 专科
| - 没有 |

### 业余课程
| - 没有 |

## 相关链接
- 日本短期大学列表
- 冈山大学医疗技术短期大学部